# Johann Gottfried Zinn
Johann Gottfried Zinn (Ansbach, 4 dicembre 1727 – Gottinga, 6 aprile 1759) è stato un medico, anatomista e botanico tedesco.

## Biografia
Nacque a Ansbach, capoluogo della Media Franconia, nel 1727. Iniziò gli studi di medicina nella sua città natale; in seguito si trasferì a Gottinga, dove fu allievo di Albrecht von Haller e dove si laureò nel 1749. Oltre agli studi teorici, si applicò in esperimenti sul cervello di animali vivi.
Successivamente si recò a Berlino dove approfondì gli studi di anatomia, in particolare la sua ricerca sull'oftalmologia, e di botanica.
Nel 1753 tornò a Gottinga, dove divenne professore straordinario di medicina e direttore del giardino botanico dell'università.
Al medico tedesco dobbiamo un'accurata descrizione dell'occhio umano.
Coniò i termini anatomici Zonula ciliare di Zinn e Anello tendineo di Zinn.
In suo onore il medico e botanico svedese Linneo chiamò un genere di piante appartenente alla famiglia delle Asteraceae Zinnia.

## Opere
- Diss. inaug. (Praes. Hallero) exhibens experimenta circa corpus callosum, cerebellum et duram meningem, in vivis animalibus instituta, Gottinga, 1749.
- Progr. de ligamentis ciliaribus, Gottinga, 1753.
- Observationes quædam botanicæ et anatomicæ de vasis subtilioribus oculi et cochleæ auris internæ ad illustrem Werlhofium, Gottinga, 1753
- Descriptio anatomica oculi humani, iconibus illustrata, Gottinga, 1755.
- Descriptio plantarum horti et agri Goettingensis, Gottinga, 1757.